# Žabovřesky nad Ohří
Žabovřesky nad Ohří – miejscowość i gmina (obec) w Czechach, w kraju usteckim, w powiecie Litomierzyce. W 2022 roku liczyła 273 mieszkańców.